# Nancy Burghart
Nancy Burghart, verh. Burghart-Haviland (* ca. 1945 in Queens), ist eine ehemalige US-amerikanische Radrennfahrerin.
Nancy Burghart errang in den 1960er Jahren sieben nationale Meistertitel, auf Bahn und Straße. 1967 und 1968 wurde sie jeweils dreifache Meisterin in den Disziplinen Straßenrennen, Einerverfolgung und Sprint. 1969 wurde sie ein weiteres Mal US-amerikanische Meisterin im Straßenrennen.
2007 wurde Nancy Burghart in die United States Bicycling Hall of Fame aufgenommen.